# Дорофеев, Александр Николаевич (1960)
Александр Николаевич Дорофеев (7 августа 1960, Брянка / Кадиевка) — советский футболист, защитник, полузащитник.

## Биография
Воспитанник луганского спортинтерната, первый тренер В. В. Першин. В ворошиловградской «Заре» — с 1977 года. В чемпионате СССР дебютировал 10 сентября 1978 в домашней игре против «Днепра» (2:2), выйдя на замену на 72-й минуте. В следующем году провёл ещё два матча — в игре против «Динамо» Киев (1:1) был заменён на 68-й минуте, в матче с «Зенитом» вышел на последней минуте. Играл за команды первой (1980, 1983—1985, 1987) и второй (1980—1982,1985-1986, 1987—1089) лиг «Заря» Ворошиловград (1980, 1986—1987), «Стахановец» Стаханов (1980), «Хива» (1981), «Торпедо» Луцк (1982), «Звезда» Джизак (1983—1984), «Динамо» Самарканд (1985), «Пахтакор» Ташкент (1985), «Торпедо» Таганрог (1987—1988), «Судостроитель» Николаев (1989).
В 1983 году провёл два матча за дубль «Пахтакора».
На областном уровне выступал за «Сокол» Ровеньки (1989—1990), «Югосталь» Енакиево (1990).
Обладатель «Кубка юности» (1976). Победитель молодёжных игр СССР (1977). Чемпион УССР (1986).
Играл за юношеское сборные СССР и УССР.
Сын Сергей также играл в футбол.